# ISO 3166-2:PR
ISO 3166-2:PR – kody ISO 3166-2 dla Portoryko.
Kody ISO 3166-2 to część standardu ISO 3166 publikowanego przez Międzynarodową Organizację Normalizacyjną. Kody te są przypisywane głównym jednostkom podziału administracyjnego, takim jak np. województwa czy stany, każdego kraju posiadającego kod w standardzie ISO 3166-1. 
Aktualnie (2017) dla Portoryko nie zdefiniowano kodów dla podjednostek administracyjnych, natomiast Portoryko jako terytorium nieinkorporowane Stanów Zjednoczonych ma dodatkowo kod ISO 3166-2:US wynikający z podziału terytorialnego tego państwa US-PR.